# Jake Gyllenhaal
Jacob Benjamin Gyllenhaal (/ˈdʒɪlənhɑːl/; Los Ángeles, 19 de diciembre de 1980) es un actor estadounidense. Comenzó a actuar a la edad de once años, cuando participó en City Slickers, estrenada en 1991. Su primer papel protagonista fue en la película October Sky (1999), a la que le siguieron trabajos como la película independiente de culto Donnie Darko, en la que interpreta a un adolescente con problemas psicológicos y donde compartió reparto con su hermana Maggie Gyllenhaal, y The Day After Tomorrow (2004), que trata el tema catastrófico del enfriamiento global.
En 2005 se produjo su consagración ante el gran público, gracias a su interpretación de un marine frustrado en Jarhead y, sobre todo, al personaje del vaquero Jack Twist en Brokeback Mountain, de Ang Lee, donde compartió protagonismo con Heath Ledger. El trabajo de Gyllenhaal, al igual que el de Ledger, fue aclamado por la crítica.
En 2019 debutó en el Universo Cinematográfico de Marvel como Mysterio, enemigo de Spider-Man en Spider-Man: Far From Home y en Spider-Man: No Way Home (2021). 
Gyllenhaal se ha convertido en un activista político, promoviendo diversas causas políticas y sociales. En los últimos años, ha aparecido en la publicidad de la campaña Rock the Vote, ha prestado públicamente su apoyo al Partido Demócrata de los Estados Unidos en las elecciones de 2004 y ha promovido distintas causas ambientales y en favor de la Unión Estadounidense por las Libertades Civiles.

## Biografía

### Primeros años y educación
Jacob Benjamin Gyllenhaal nació el 19 de diciembre de 1980 en Los Ángeles (California), hijo del director de cine Stephen Gyllenhaal y la productora de cine y guionista Naomi Foner (de soltera, Achs). Maggie Gyllenhaal, su hermana mayor, es también actriz, e interpretó a su hermana en la película de Donnie Darko. El padre de Gyllenhaal fue criado en la religión swedenborgianista y es descendiente de rusos, letones, ingleses y de la familia de la nobleza sueca Gyllenhaal. Su último ancestro nativo sueco fue su tatara-tatarabuelo, Leonard Gyllenhaal. Su madre proviene de una familia judía de la ciudad de Nueva York. La celebración Benei Mitzvá de Gyllenhaal ocurrió en un refugio para personas sin hogar, porque sus padres quisieron inculcarle un sentimiento de gratitud por su estilo de vida privilegiado. Gyllenhaal ha dicho que se considera a sí mismo «más judío que cualquier otra cosa». Sus padres insistieron en que trabajase en el verano para que mantenerse a sí mismo, por lo que durante ese tiempo tuvo empleos como salvavidas y ayudante de camarero en un restaurante dirigido por un amigo de su familia.

### Carrera

#### Primeros trabajos

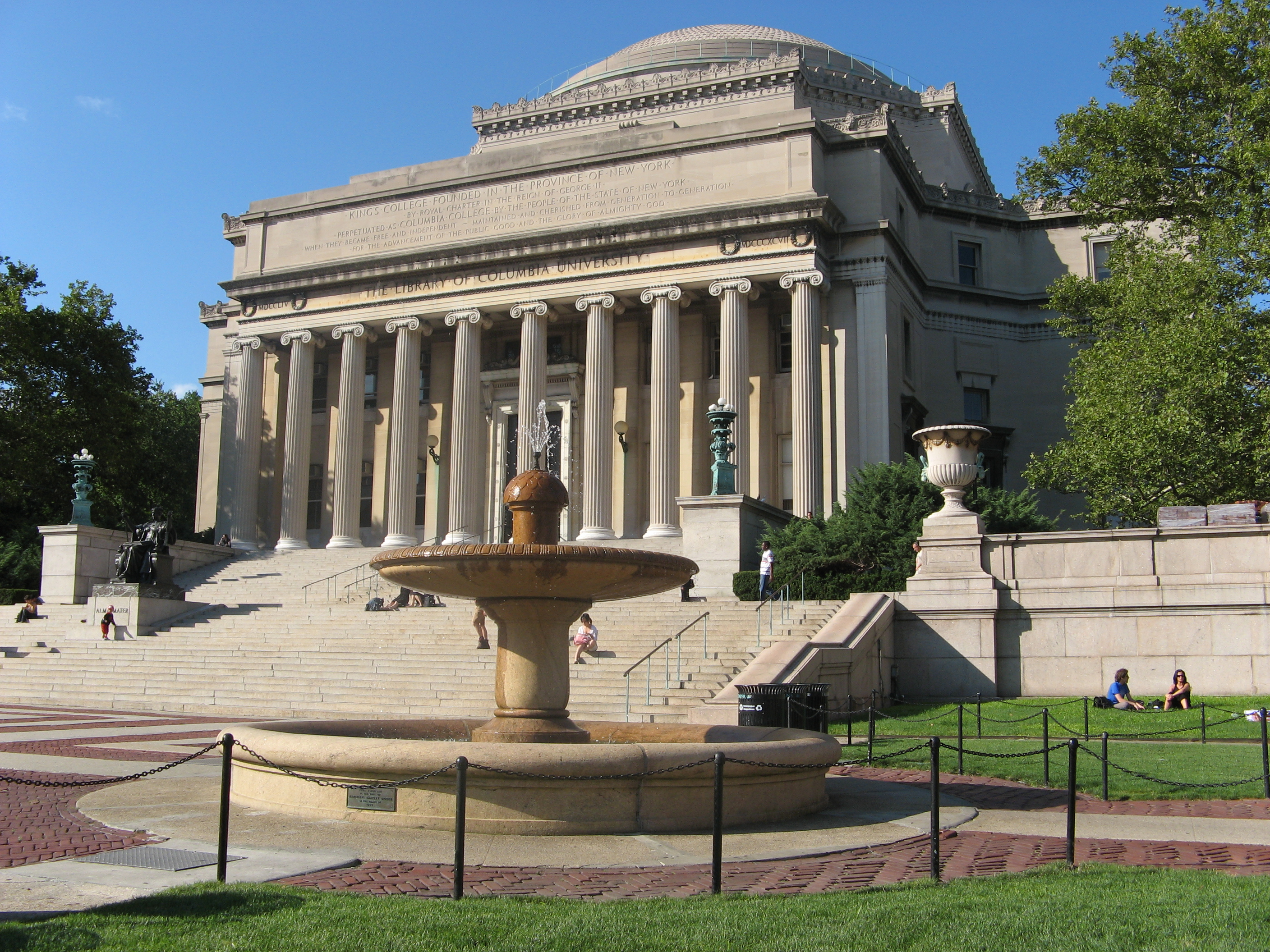
Gyllenhaal estudió por un tiempo en la Universidad de Columbia, que abandonó cuando decidió centrarse en la actuación. Fotografía de Low Memorial Library, biblioteca de dicha escuela.

Durante su infancia, Gyllenhaal tuvo una exposición regular al cine, debido a que su familia estaba muy vinculada a la industria. A los once años de edad hizo su debut como actor interpretando al hijo de Billy Crystal en la película de comedia de 1991 City Slickers. Sus padres no le permitieron aparecer en la película The Mighty Ducks de 1992 porque la producción requería que Gyllenhaal dejara su hogar por dos meses. En los años venideros, sus padres le permitieron participar en pruebas de casting para distintos papeles, pero regularmente rehusaban que su hijo aceptara el papel en caso de resultar electo. Contrariamente, en varias ocasiones tuvo la oportunidad de participar en algunas producciones de su padre. Actuó en la película A Dangerous Woman (1993), al igual que su hermana; en «Bop Gun», un episodio de la serie Homicide: Life on the Street, al año siguiente; y en la comedia de 1998 Homegrown. Junto con su hermana y su madre, apareció en dos episodios de Molto Mario, un programa de cocina italiano del canal Food Network. Antes de su último año de secundaria, la única película no dirigida por su padre en donde a Gyllenhaal se le dio permiso para actuar fue 'Josh and S.A.M. (1993), una poco conocida aventura infantil.
Se graduó de la escuela de Harvard-Westlake en Los Ángeles en 1998 y, después, asistió a la Universidad de Columbia, donde su hermana cursaba el nivel superior y de la cual su madre se había graduado, para estudiar religiones orientales y filosofía. Abandonó la universidad dos años después para poder concentrarse en la actuación, aunque ha expresado su intención de terminar su licenciatura. El primer papel protagónico de Gyllenhaal sucedió en October Sky, una adaptación de la autobiografía de Homer Hickam Rocket Boys, dirigida por Joe Johnston, en donde interpretó a un joven de Virginia Occidental que trata de ganar una beca de ciencia para evitar convertirse en un minero de carbón. La película recaudó treinta y dos millones de dólares y, de acuerdo con Sacramento News and Review, en esta se dio la «interpretación revelación» de Gyllenhaal.

#### DeDonnie Darkoal teatro de Londres
Donnie Darko, el segundo filme de Gyllenhaal, no fue un éxito de taquilla cuando se estrenó en 2001. La cinta, dirigida por Richard Kelly, se ubica en el año 1988 y presenta a Gyllenhaal como un adolescente problemático que, después de haber escapado de la muerte por muy poco, experimenta visiones de un conejo de seis pies de altura llamado Frank, quien le dice que el mundo está llegando a su fin. La interpretación de Gyllenhaal fue muy bien recibida por la crítica. Gary Mairs, de culturevulture.net, afirmó que «Gyllenhaal maneja el truco difícil de parecer tanto una persona suavemente normal como una profundamente perturbada, frecuentemente dentro de una misma escena».
Después del éxito crítico de Donnie Darko, el siguiente papel de Gyllenhaal fue el personaje principal de Highway, una película de 2002 ignorada por la audiencia e igualmente por la prensa. Un crítico describió su actuación como «tonta, cliché y directa para video». No obstante, obtuvo mayor fama al protagonizar con Jennifer Aniston la película The Good Girl, cuyo estreno mundial ocurrió en 2002, en el Festival de Cine de Sundance. Asimismo, protagonizó Lovely & Amazing con Catherine Keener. En ambas películas caracterizó a un inestable personaje que comienza una aventura temeraria con una mujer mayor de edad. Gyllenhaal describió a esos personajes como «adolescentes en pleno cambio». Más tarde, protagonizó la comedia romántica de Touchstone Pictures Bubble Boy, la cual se basó ligeramente en la historia homónima de David Vetter. La película retrata las aventuras del personaje que da título a la película, quien persigue al amor de su vida antes de que el mismo se case con el hombre equivocado. La película fue fuertemente criticada por la prensa especializada y se la calificó como una «atrocidad de mal gusto, caótica y tonta».
Seguido de Bubble Boy, protagonizó junto a Dustin Hoffman, Susan Sarandon y Ellen Pompeo la película Moonlight Mile, en el papel de un joven que se enfrenta a la muerte de su novia y la congoja de sus padres. La historia, que recibió críticas variadas, está libremente basada en las experiencias personales del escritor y director Brad Silberling, tras el asesinato de su pareja, Rebecca Schaeffer.
El actor estuvo cerca de interpretar a Spider-Man en Spider-Man 2, debido a la preocupación del director Sam Raimi por la salud del actor principal y original de Spider-Man, Tobey Maguire, que se había lesionado la espalda. Sin embargo, Maguire se recuperó, por lo que la secuela se rodó sin Gyllenhaal. En su lugar, protagonizó la producción The Day After Tomorrow en 2004, coprotagonizada por Dennis Quaid, quien interpretó a su padre. Gyllenhaal encarnó a Sam Hall, un estudiante que queda atrapado con sus amigos en la Biblioteca Pública de Nueva York, luego de que una marejada ciclónica provoca un tsunami e inunda la ciudad. La película recibió críticas variadas y fue un éxito de taquilla.
En su debut teatral, protagonizó el renacimiento de Kenneth Lonergan, This is Our Youth, en el escenario de Londres. Al respecto, el actor dijo: «Cada actor que he llegado a admirar ha hecho apariciones en el teatro, así que supe que yo también debía de hacer un intento». La obra, la cual fue una sensación crítica en el teatro de Broadway, se presentó por ocho semanas en el West End. Gyllenhaal recibió críticas favorables y el premio Evening Standard Theatre en la categoría próxima estrella sobresaliente.

#### Brokeback Mountainy otras actuaciones

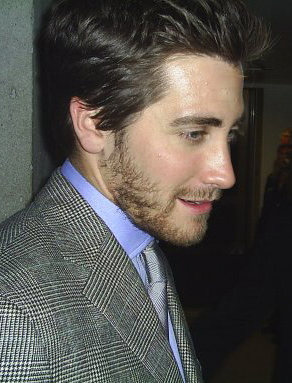
Gyllenhaal durante el estreno de Proof, en septiembre de 2005.

El 2005 fue un año prolífico para Gyllenhaal, ya que protagonizó las películas bien recibidas por la crítica Proof, Jarhead y Brokeback Mountain. En Proof, trabajando junto a Gwyneth Paltrow y Anthony Hopkins, interpretó a un estudiante graduado de matemáticas que trata de convencer al personaje de Paltrow de publicar una revolucionaria prueba a un problema desconcertante de la comunidad de los matemáticos. En Jarhead, se concentró en una actuación contraria a su estilo «sensible aunque perturbado» usual al mostrar un tipo de agresividad masculina como un violento marine de Estados Unidos durante la primera Guerra del Golfo. También hizo una prueba de casting para encarnar a Batman para uno de los mayores éxitos de taquilla, Batman Begins, y, aunque estuvo a punto de conseguir el papel, finalmente Christian Bale resultó ser el elegido para dar vida al personaje.
En Brokeback Mountain, el actor y Heath Ledger interpretan a dos jóvenes que se conocen como pastores de ovejas y se comprometen en una relación sexual. Su personaje, Jack Twist, es «extrovertido y desatado», diferente a los «muchachos reservados, introspectivos y solitarios» que había interpretado con anterioridad. Frecuentemente, la película era asociada con la frase taquigráfica «la película del vaquero homosexual», aunque hubo opiniones diferentes acerca de la orientación sexual de los personajes. La película ganó el premio León de Oro en el Festival Internacional de Cine de Venecia. Además, llegó a ganar cuatro Globos de Oro, cuatro premios de la Academia Británica de las Artes Cinematográficas y de la Televisión (BAFTA) y tres premios Óscar. Gyllenhaal fue nominado al Óscar en la categoría mejor actor de reparto, que ganó George Clooney por su trabajo en Syriana. También, se hizo acreedor del BAFTA al mejor actor de reparto y fue candidato en los premios SAG en ese mismo rubro y en mejor reparto. Asimismo, junto con Ledger, ganó un premio MTV por mejor beso. Poco después de los premios Óscar de 2006, se lo invitó a unirse a la Academia en reconocimiento a su carrera como actor. Asimismo, se le premió con el premio Young Award a la excelencia artística por su papel.
Cuando se le preguntó sobre las escenas en que se besó con Ledger, dijo: «Como actor, creo que necesitamos abarcar los momentos en que nos sentimos más incómodos». También, cuando se le cuestionó sobre las más íntimas escenas con su compañero, Gyllenhaal las comparó con: «hacer una escena de sexo con una mujer por la que no me siento particularmente atraído». Seguido del estreno de Brokeback Mountain, circularon rumores en relación con la orientación sexual de los actores. Cuando se le preguntó acerca de ello durante una entrevista, dijo:

«Bueno, tú sabes que es halagador cuando hay un rumor que dice que soy bisexual. Eso significa que puedo interpretar más tipos de papeles. Estoy abierto a cualquier cosa que la gente quisiese llamarme. Sexualmente, nunca me he interesado en un hombre, pero no creo que vaya a tener miedo si tal cosa pasase.»

En 2006 fue listado en el ranking de las «50 personas más bellas» de la revista People. Ese mismo año, también se lo incluyó en otra lista de People, la de los «solteros más sexys». Imitando este tipo convencional de listados, cientos de hombres homosexuales y bisexuales fueron considerados para la lista de 2007 y 2008 de «los 100 más sexys por AfterEllen.com». Gyllenhaal se posicionó en el número uno en los dos años consecutivos. Del mismo modo, ocupó el puesto número dos en la votación de Gay Wired Magazine sobre los actores masculinos que han interpretado a personajes gais en las películas.

#### Participación en películas de suspenso y últimos proyectos
Gyllenhaal narró el cortometraje animado The Man Who Walked Between the Towers, basado en el libro de Mordicai Gerstein del mismo nombre acerca de la famosa hazaña de Philippe Petit. En enero de 2007, como anfitrión de Saturday Night Live, se puso un vestido de noche brillante y cantó la canción «And I Am Telling You I'm Not Going» del musical Dreamgirls para su monólogo de apertura, y dedicó la canción a su «única base de fans... los fans de Brokeback».
En 2007, protagonizó la película Zodiac, dirigida por David Fincher y basada en una historia real. Gyllenhaal interpretó a Robert Graysmith, un caricaturista de San Francisco Chronicle y autor de dos libros sobre el Asesino del Zodiaco. Al mismo tiempo, trabajó al lado de Meryl Streep, Alan Arkin y Reese Witherspoon en Rendition, un thriller político dirigido por Gavin Hood sobre la política estadounidense de rendición extraordinaria. En 2009, apareció con Tobey Maguire en el remake de Brothers, cinta danesa de 2004 dirigida por Susanne Bier, bajo la dirección de Jim Sheridan. Su siguiente trabajo fue en la comedia Nailed, para la cual grabó sus escenas en Carolina del Sur con Jessica Biel.
En 2010, protagonizó la película de acción Prince of Persia: Sands of Time, basada en el videojuego del mismo nombre. La producción fracasó tanto en taquilla como en la crítica. Muchas de las reseñas negativas se enfocaron en la elección de Gyllenhaal en vez de un actor iraní, que hubiera sido acorde al personaje. A pesar de ello, su trabajo fue bien recibido.
2011 fue el año en el que se estrenó Source Code, la segunda película de Duncan Jones (Moon), en la que Gyllenhaal interpretó a un agente policial del futuro que investiga un atentado retrocediendo en el tiempo y reviviéndolo una y otra vez. Al año siguiente actuó en la película End of Watch junto a Michael Peña, interpretando a un par de policías de los Ángeles.
Protagonizó la adaptación cinematográfica de la novela de José Saramago, El hombre duplicado, que lleva por título Enemy (2013), dirigida por Denis Villeneuve. Ese mismo año, también protagonizó la cinta del mismo director, nominada a mejor fotografía en los Premios Oscar, Prisoners, por cuya interpretación recibió alabanzas por parte de la crítica. En 2014 actuó en la película Nightcrawler, interpretando a un periodista manipulador que se mueve por las nocturnas calles de Los Ángeles, en la que también contribuyó como productor. Por su actuación, fue nominado como mejor actor en diversos premios cinematográficos como el Sindicato de Actores de Cine, los BAFTA, los Globos de Oro y los Premios de la Crítica Cinematográfica. Continuó su andadura en el cine de suspenso con la película Nocturnal Animals e interpretó al montañero Scott Fischer en la cinta de acción basada en hechos reales Everest, ambas de 2015. Posteriormente, siguió protagonizando y ejerciendo como productor en algunas películas como Stronger y Wildlife.
En 2019 dio vida a Mysterio en su debut cinematográfico del personaje con Spider-Man: lejos de casa, entrando así a formar parte del Universo Cinematográfico de Marvel. Repitió su rol en Spider-Man: No Way Home (2021), aunque tan solo apareciendo en escenas de archivo.
En 2021 protagonizó el ramake de la película danesa homónima The Guilty, a la que siguieron varias cintas de acción como Ambulance (2022), Guy Ritchie's The Covenant (2023) y Road House (2024). En 2024 debutó en televisión tras más de treinta años de carrera, como protagonista de la miniserie Presumed Innocent en Apple TV+.

## Vida personal

### Familia

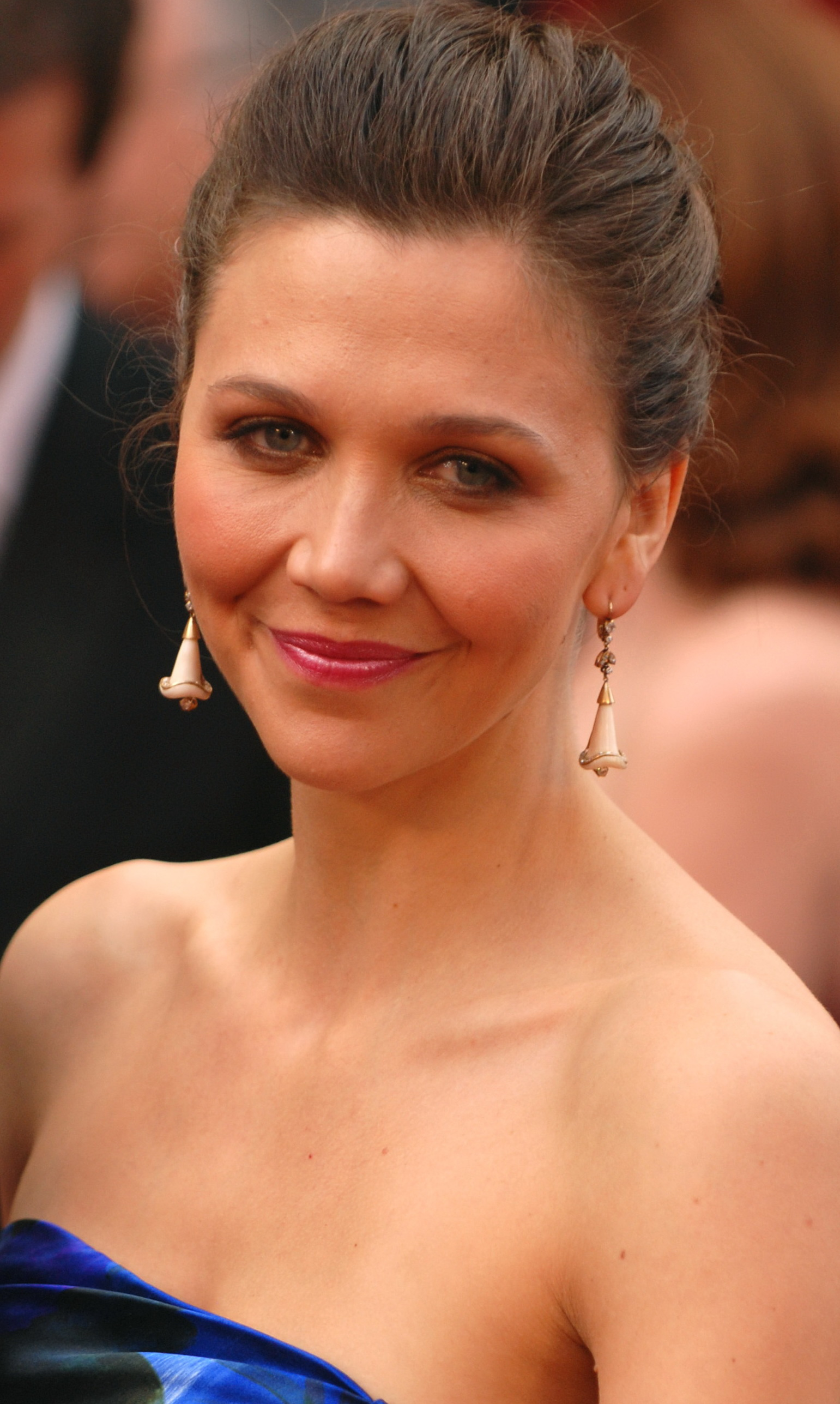
La actriz Maggie Gyllenhaal, hermana del actor.

Siendo hijo del director Stephen Gyllenhaal y de la guionista Naomi Foner, la familia inmediata de Gyllenhaal incluye a su hermana, la actriz Maggie Gyllenhaal, que está casada con Peter Sarsgaard, actor que ya había trabajado con Gyllenhaal coprotagonizando en Jarhead y en Rendition. Jake también tiene, por parte de su padre, un medio hermano llamado Luke nacido en 2014, fruto del segundo matrimonio de Stephen Gyllenhaal. En diciembre de 2006, Jake y su hermana escaparon del incendio que destruyó Manka's, un famoso restaurante y casa de hospedaje en Inverness (California), donde se encontraban de vacaciones. Jake tiene dos sobrinas, Ramona Sarsgaard, que nació el 3 de octubre de 2006 y Gloria Ray Sarsgaard que nació el 19 de abril de 2012. Jamie Lee Curtis es su madrina, y varias veces él ha mencionado que sus padrinos forman una pareja gay. El mismo Gyllenhaal es padrino de Matilda Rose Ledger (nacida el 28 de octubre de 2005), la hija de Michelle Williams y del difunto actor Heath Ledger, con quien trabajó en Brokeback Mountain. Su tío, Anders Gyllenhaal, es el editor ejecutivo del periódico The Miami Herald. Su difunto tío fue el director de cine Robert Achs.

### Relaciones
Gyllenhaal estuvo en una relación amorosa con su compañera de Rendition, Reese Witherspoon. Witherspoon confirmó dicha relación sentimental, la cual los medios de comunicación han especulado desde principios de 2007, en una entrevista para la edición de noviembre de 2008 de la revista Vogue. Se informó que la pareja se había separado en noviembre de 2009, pero el informe fue negado por los publicistas de Witherspoon y Gyllenhaal, los cuales declararon que "aún se encontraban juntos". Recientemente se ha visto a la actriz en un nuevo romance con el representante Jim Toth, así se confirma la ruptura con Jake Gyllenhaal quien fue su pareja por casi dos años. Asimismo, mantuvo una relación con Alyssa Miller, modelo de trajes de baño, cuya ruptura se dio a conocer a los medios el 7 de enero de 2014. Sin embargo, retomaron su relación en 2014. Actualmente se encuentra en una relación con la modelo francesa Jeanne Cadieu. Estos empezaron a salir a finales de 2018.

### Política e intereses
Gyllenhaal se considera a sí mismo como una personalidad política activa; después de grabar un comercial para Rock the Vote, visitó junto con su hermana Maggie la Universidad del Sur de California para convencer a los estudiantes de votar durante las elecciones presidenciales de Estados Unidos en 2004. Además, creó una campaña para el candidato presidencial demócrata John Kerry. No obstante, confirmó luego que «me frustra cuando los actores hablan de política; soy político y hago elecciones en mis películas que pienso que son políticas. Trato de [ser coherente al] decir las cosas con lo que hago. Estén bien o mal, los actores jóvenes tienen todo el poder de su lado». En una entrevista para la cinta Rendition, subrayó: «Es triste cuando los actores son políticos y cuando los políticos son actores».
Criado en una familia consciente de los problemas sociales, Gyllenhaal ha hecho campaña para apoyar la Unión Estadounidense por las Libertades Civiles (ACLU), una organización cuya familia apoya en su totalidad. Consciente del medio ambiente, Jake también suele reciclar con frecuencia, diciendo en una entrevista que gasta hasta $400 dólares al año para plantar árboles en un bosque de Mozambique, lo cual se debe en parte a la promoción que realiza para el programa de The Carbon Neutral Company, Future Forests. Tras acabar el rodaje de The Day After Tomorrow, visitó el Ártico para promover la conciencia mundial sobre el cambio climático.

## Filmografía
| Año  | Título                                | Personaje                        | Notas                       |
| ---- | ------------------------------------- | -------------------------------- | --------------------------- |
| 1991 | City Slickers                         | Danny Robbins                    |                             |
| 1993 | Josh and S.A.M.                       | Leon Coleman                     |                             |
| 1993 | A Dangerous Woman                     | Edward                           |                             |
| 1998 | Homegrown                             | Jake / Blue Kahan                |                             |
| 1999 | October Sky                           | Homer Hickam                     |                             |
| 2001 | Donnie Darko                          | Donald J. «Donnie» Darko         |                             |
| 2001 | Bubble Boy                            | Jimmy Livingston                 |                             |
| 2001 | Lovely & Amazing                      | Jordan                           |                             |
| 2002 | Highway                               | Piloto Kelson                    |                             |
| 2002 | Moonlight Mile                        | Joe Nast                         |                             |
| 2002 | The Good Girl                         | Thomas «Holden» Worther          |                             |
| 2003 | Abby Singer                           | Él mismo                         | Cameo                       |
| 2004 | The Day After Tomorrow                | Sam Hall                         |                             |
| 2005 | The Man Who Walked Between the Towers | Narrador                         | Documental                  |
| 2005 | Brokeback Mountain                    | Jack Twist                       |                             |
| 2005 | Jarhead                               | Anthony «Swoff» Swofford         |                             |
| 2005 | Proof                                 | Harold «Hal» Dobbs               |                             |
| 2007 | Zodiac                                | Robert Graysmith                 |                             |
| 2007 | Rendition                             | Douglas Freeman                  |                             |
| 2009 | Brothers                              | Tommy Cahill                     |                             |
| 2010 | Prince of Persia: The Sands of Time   | Príncipe Dastan de Persia        |                             |
| 2010 | Love and Other Drugs                  | Jamie Randall                    |                             |
| 2011 | Source Code                           | Colter Stevens                   |                             |
| 2012 | Time to Dance                         | The Killer                       | Cortometraje                |
| 2012 | End of Watch                          | Brian Taylor                     | También productor ejecutivo |
| 2013 | Prisoners                             | Detective David Loki             |                             |
| 2013 | Enemy                                 | Adam Bell / Anthony Clair        |                             |
| 2014 | Nightcrawler                          | Louis «Lou» Bloom                | También productor           |
| 2015 | Accidental Love                       | Howard Birdwell                  |                             |
| 2015 | Southpaw                              | Billy Hope                       |                             |
| 2015 | Everest                               | Scott Fischer                    |                             |
| 2015 | Demolición                            | Davis Mitchell                   |                             |
| 2016 | Nocturnal Animals                     | Tony Hastings / Edward Sheffield |                             |
| 2017 | Life                                  | Dr. David Jordan                 |                             |
| 2017 | Okja                                  | Johnny Wilcox                    |                             |
| 2018 | Stronger                              | Jeff Bauman                      | También productor           |
| 2018 | Wildlife                              | Jerry Brinson                    | También productor           |
| 2018 | The Sisters Brothers                  | John Morris                      |                             |
| 2019 | Spider-Man: Far From Home             | Quentin Beck / Mysterio          |                             |
| 2019 | Velvet Buzzsaw                        | Morf Vandewalt                   |                             |
| 2021 | The Guilty                            | Joe Baylor                       | También productor           |
| 2021 | Spider-Man: No Way Home               | Quentin Beck / Mysterio          | Escenas de archivo          |
| 2021 | Spirit Untamed                        | James «Jim» Prescott             | Voz                         |
| 2022 | Ambulance                             | Danny Sharp                      |                             |
| 2022 | Strange World                         | Searcher Clade                   | Voz                         |
| 2023 | Guy Ritchie's The Covenant            | John Kinley                      |                             |
| 2024 | Road House                            | Elwood Dalton                    |                             |

| Año  | Título                       | Personaje              | Notas                                      |
| ---- | ---------------------------- | ---------------------- | ------------------------------------------ |
| 1994 | Homicide: Life on the Street | Matt Ellison           | Episodio: «Bop Gun»                        |
| 2022 | Saturday Night Live          | Él mismo (presentador) | Episodio: «Jake Gyllenhaal/Camila Cabello» |
| 2024 | Presumed Innocent            | Rusty Sabich           | Protagonista; 8 episodios                  |

## Premios y nominaciones
| Año  | Categoría              | Trabajo nominado   | Resultado | Ref.   |
| ---- | ---------------------- | ------------------ | --------- | ------ |
| 2006 | Mejor actor de reparto | Brokeback Mountain | Nominado  | [ 77 ] |

| Año  | Categoría                                   | Trabajo nominado     | Resultado | Ref.   |
| ---- | ------------------------------------------- | -------------------- | --------- | ------ |
| 2011 | Mejor actor de comedia o musical            | Love and Other Drugs | Nominado  | [ 78 ] |
| 2015 | Mejor actor de drama                        | Nightcrawler         | Nominado  | [ 79 ] |
| 2025 | Mejor actor de serie de televisión de drama | Presumed Innocent    | Nominado  | [ 80 ] |

| Año  | Categoría                | Trabajo nominado   | Resultado | Ref.   |
| ---- | ------------------------ | ------------------ | --------- | ------ |
| 2005 | Mejor actor de reparto   | Brokeback Mountain | Nominado  | [ 81 ] |
| 2005 | Mejor reparto            | Brokeback Mountain | Nominado  | [ 81 ] |
| 2015 | Mejor actor protagonista | Nightcrawler       | Nominado  | [ 82 ] |

| Año  | Categoría              | Trabajo nominado   | Resultado | Ref.   |
| ---- | ---------------------- | ------------------ | --------- | ------ |
| 2006 | Mejor actor de reparto | Brokeback Mountain | Ganador   | [ 83 ] |
| 2015 | Mejor actor            | Nightcrawler       | Nominado  | [ 84 ] |
| 2017 | Mejor actor            | Nocturnal Animals  | Nominado  | [ 85 ] |

| Año  | Categoría   | Trabajo nominado | Resultado | Ref. |
| ---- | ----------- | ---------------- | --------- | ---- |
| 2002 | Mejor actor | Donnie Darko     | Nominado  |      |
| 2014 | Mejor actor | Nightcrawler     | Nominado  |      |

| Año  | Categoría                | Trabajo nominado   | Resultado | Ref.   |
| ---- | ------------------------ | ------------------ | --------- | ------ |
| 2005 | Mejor actor de reparto   | Brokeback Mountain | Nominado  |        |
| 2012 | Mejor actor de acción    | End of Watch       | Nominado  |        |
| 2014 | Mejor actor protagonista | Nightcrawler       | Nominado  |        |
| 2018 | Mejor actor protagonista | Stronger           | Nominado  | [ 86 ] |

| Año  | Categoría                                   | Trabajo nominado  | Resultado | Ref.   |
| ---- | ------------------------------------------- | ----------------- | --------- | ------ |
| 2020 | Mejor actor principal en una obra de teatro | Sea Wall / A Life | Nominado  | [ 87 ] |